# Король Олександр Петрович
Олександр Петрович Коро́ль (нар. 2 лютого 1941, лісопункт Ікса — пом. 14 вересня 2018, Запоріжжя) — український театральний режисер. Заслужений артист УРСР з 1978 року, народний артист УРСР з 1987 року.

## Біографія
Народився 2 лютого 1941 року на лісопункті Іксі (нині Архангельська область, Росія). 1969 року закінчив Київський інститут театрального мистецтва за спеціальністю «режисер драми». Навчався, зокрема, у Івана Чабаненка.
Після здобуття фахової освіти працював у Дніпропетровському театрі юного глядача; упродовж 1972—1979 років був головним режисером Закарпатського російського драматичного театру в Мукачевому; у 1979—1984 роках — Запорізького театру юного глядача, у 1984—1990 роках — Запорізького українського музично-драматичного театру; з 1990 по 2002 рік — художній керівник цього ж театру. Одночасно з 1999 по 2007 рік — професор, завідувач кафедри акторської майстерності Запорізького університету, режисер-постановник дипломних студентських вистав. Помер у Запоріжжі 14 вересня 2018 року.

## Постановки
- «Коли зійде місяць» Наталії Забіли (1969);
- «Дім Бернарди Альби» Федеріко Ґарсіа Лорки (1973);
- «Мати» Карела Чапека (1975);
- «Чайка» Антона Чехова (1976);
- «Підступність і кохання» Фрідріха Шиллера (1977);
- «Тартюф» Мольєра (1979);
- «Баня» Володимира Маяковського (1983);
- «Банка згущеного молока» Ярослава Верещака (1984);
- «Потомки запорожців» Олександра Довженка (1985);
- «Дерева вмирають стоячи» Алесандро Касони (1985);
- «Трамвай “Бажання”» Теннесі Вільямса (1987);
- «Москаль-чарівник» Івана Котляревського (1990);
- «Байда, князь Вишневецький» Пантелеймона Куліша (1991);
- «Сто тисяч» Івана Карпенка-Карого (1993);
- «Судна ніч» Сергія Носаня (1995);
- «Украдене щастя» Івана Франка (1996);
- «Кін IV» Григорія Горіна (2000).